# Gelasinospora fallaciosa
Gelasinospora fallaciosa är en svampart som beskrevs av Cailleux 1972. Gelasinospora fallaciosa ingår i släktet Gelasinospora och familjen Sordariaceae.   Inga underarter finns listade i Catalogue of Life.